# Ternengo
Ternengo – miejscowość i gmina we Włoszech, w regionie Piemont, w prowincji Biella.
Według danych na styczeń 2009 gminę zamieszkiwały 294 osoby przy gęstości zaludnienia 147 os./1 km².